# 1563
1563 (MDLXIII) var ett normalår som började en fredag i den julianska kalendern.

## Händelser

### Maj
- 30 maj – Svenskarna, under befäl av Jakob Bagge af Boo, besegrar danskarna i ett sjöslag utanför Bornholm, vilket är en orsak till krigsutbrottet senare samma år.

### Juni
- 7 juni – Hertig Johan och hans hustru Katarina döms skyldiga för förräderi till döden i sin frånvaro.

### Juli
- Juli
  - Ett danskt fartyg söker skydd undan den svenska flottan i blekingska Hällevik.
  - Danskarna bränner ner Älvsborgs stad.[1]

### Sommaren
- Sommaren – Erik XIV sänder en flotta till Finland och erövrar Åbo från hertig Johan.

### Augusti
- 9 augusti – Nordiska sjuårskriget mellan å ena sidan Danmark och Lübeck och å andra sidan Sverige utbryter i och med att Danmark och Lübeck förklarar krig.
- 12 augusti – Hertig Johan kapitulerar för brodern Eriks trupper på Åbo slott. Han benådas, men inspärras med sin hustru på Gripsholms slott.
- 13 augusti – Erik erbjuder blekingarna skydd undan den danske kungen Fredrik II.
- 22 augusti – Danskarna inleder en belägring av Älvsborg, Sveriges enda hamn på västkusten.

### September
- 4 september
  - Danskarna erövrar Älvsborg, varvid Sverige blir avskuret från västkusten.
  - Svenskarna angriper Halmstad utan resultat.
- 8 september – Miksa II kröns till kung av Ungern.[2]
- 11 september – Ett sjöslag nordväst om Gotland (nordväst om Gotska sandön) mellan svenskar och danskar slutar oavgjort.
- 15 september – Staden Avaskär i Blekinge bränns av svenskarna under ledning av Jon Carlsson och Abel Palm.
- 23 september – Nils Persson får order att gå in i Blekinge med tre fänikor fotfolk (cirka 1.200 man).
- September – Blekingestäderna Lyckå och Elleholm bränns ner av svenskarna. Bönderna i Östra härad i Blekinge svär trohetsed till Erik.

### Oktober
- 5 oktober – Danmark och Polen sluter förbund, varvid Polen förklarar krig mot Sverige och alltså går med i Nordiska sjuårskriget.
- 15 oktober – Svenskarna lämnar Blekinge, varvid bönderna åter svär trohetsed till danske kungen.

### November
- 9 november – Svenskarna besegras av danskarna i slaget vid Mared.

### December
- 4 december – Slutsession vid Tridentinska mötet hålls.
- 30 december – Nils Persson får order att "ströfva, bränna och ihjälslå" i Blekinge.

### Okänt datum
- Erik XIV försöker resa den norska allmogen mot dess danska herrar.

## Födda
- 13 oktober – Francesco Caracciolo, italiensk romersk-katolsk präst och ordensgrundare, helgon.
- 4 september – Wanli, kejsare av den kinesiska Mingdynastin.
- Louyse Bourgeois, fransk barnmorska och författare i förlossningskonst.
- Heo Nanseolheon, koreansk poet.
- Anna Guarini, italiensk musiker.

## Avlidna
- 29 juni – Katarina av Braunschweig-Wolfenbüttel, hertiginna av Sachsen-Lauenburg.

### Fotnoter
1. ↑  ”Värmlands brandhistoriska klubb”. Arkiverad från originalet den 12 oktober 2011. https://www.webcitation.org/62NB7kO36?url=http://www.brandhistoriska.org/olyckor_se.html. Läst 25 mars 2011.
2. ↑  ”World Statesmen (läst 3 april 2011)”. http://www.worldstatesmen.org/Hungary.htm.